# Symboli Rudolf
Symboli Rudolf (en japonais : シンボリルドルフ) (1981-2011) est un cheval de course pur-sang anglais japonais. Vainqueur de la Triple Couronne japonaise, élu deux fois cheval de l'année (en 1984 et 1985), il est membre du Hall of Fame des courses japonaises.

## Carrière de courses

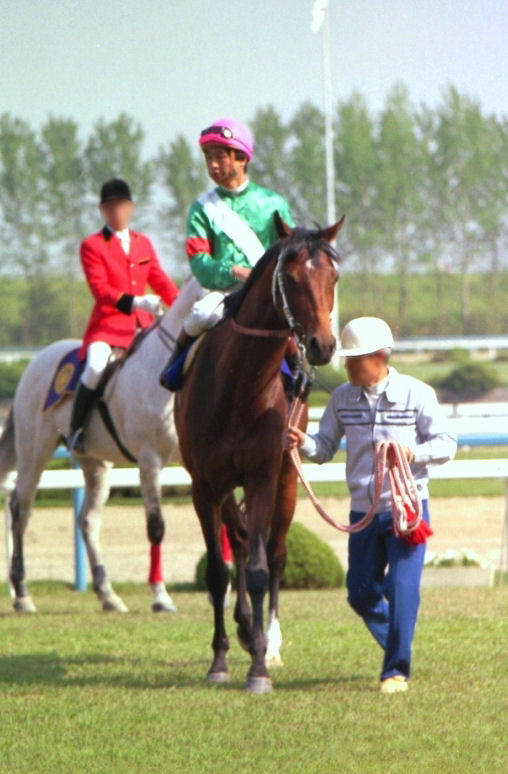

Né et élevé au haras Symboli Bokujo, entraîné par Yuji Nohira et monté par celui qui sera son unique jockey Yukio Okabe, Symboli Rudolf débute en juillet 1983 à Niigata et reste invaincu en trois courses, sans toutefois disputer les grands tournois réservés aux 2 ans. En 1984, il s'attaque aux ténors de sa génération dans les Yayoi Shō, dans lequel il affronte un autre rentrant invaincu, Bizen Nishiki. Les parieurs préfèrent celui-ci, Yukio Okabe, jockey attitré des deux poulains l'année précédente, choisit celui-là. Et il a raison, Symboli Rudolf s'impose et confirme dans la première manche de la Triple Couronne, le Satsuki Shō, l'équivalent japonais des 2000 Guinées, une nouvelle fois au détriment de Bizen Nishiki. Le voilà vainqueur de groupe 1, puisque le système des courses de groupe est introduit au Japon cette année-là.        
Symboli Rudolf confirme sa domination dans le Tokyo Yushun, le Derby, avant la trêve estivale. De retour fin septembre, après une rentrée victorieuse dans le St. Lite Kinen, il s'impose dans le Kikuka Shō et devient le quatrième détenteur de la Triple Couronne après St Lite (1941), Shinzan (1964) et Mr. C.B. l'année précédente, mais le premier en étant invaincu. Deux semaines plus tard se dresse devant lui la Japan Cup, où il doit affronter les chevaux d'âge et parmi eux, surtout, Mr. C.B., qui vient de remporter le Tennō Shō d'automne après près d'un an d'absence : pour la première fois de l'histoire des courses japonaises, deux vainqueurs de la Triple Couronne s'affrontent. Mais ni l'un ni l'autre l'emporte : tandis que Mr. C.B. sombre (il finit dixième), Symboli Rudolf doit s'avouer vaincu pour la première fois, échouant derrière le 4 ans Katsuragi Ace et l'Anglais Bedtime. Que ce dernier, vainqueur de groupe 3 en Europe, s'intercale entre l'un des meilleurs chevaux du pays et un vainqueur de Triple Couronne dit assez que les courses japonaises n'ont pas alors, dans les années 80, atteint le niveau qu'elles auront au siècle suivant, lorsque les chevaux Japonais iront régulièrement rafler des grandes joutes internationales aux quatre coins du monde. Mais la victoire de Katsuragi Ace, la première pour un cheval japonais dans la seule course internationale du pays, annonce tout de même des progrès, les trois premières éditions de la Japan Cup ayant été enlevées par des seconds couteaux venus de l'étranger (même si la championne All Along avait participé à l'édition 1982, prenant la deuxième place). De ces considérations Symboli Rudolf n'a cure, et termine sa saison dans l'Arima Kinen, une course particulière puisque les partants sont désignés par le vote du public. Cette fois, il remet les pendules à l'heure en dominant Katsuragi Ace et Mr. C.B., troisième. Il est naturellement élu cheval de l'année et meilleur 3 ans.             
Resté à l'entraînement en 1985, Symboli Rudolf rentre victorieusement dans le Nikkei Shō, un groupe 2, puis décroche le Tennō Shō du printemps tandis que Mr. C.B. termine cinquième, se blesse et fait ses adieux. Son entourage évoque alors une campagne à l'étranger : le meilleur cheval japonais doit montrer ce dont il est capable à l'élite internationale. Cela passe d'abord par une victoire, en juin, dans le Takarazuka Kinen, mais Symboli Rudolf se blesse et doit renoncer et à cette course, et aux rêves de voyage. Il revient toutefois à l'automne et, pour la deuxième fois de sa carrière, il doit baisser pavillon face à Gallop Dyna, un 5 ans qui n'avait jamais remporté un groupe jusqu'alors (il remportera cependant un deuxième groupe 1 l'année suivante, le Yasuda Kinen). Cette défaite n'entame pas le moral du champion qui s'empare de la Japan Cup puis, un mois plus tard, de l'Arima Kinen aux dépens du meilleur 3 ans de l'année, Miho Shinzan, lauréat du Satsuki Shō et du Kikuka Shō. À cette occasion, il fait ses adieux au public japonais et reçoit un deuxième titre de cheval de l'année - seul avant lui le légendaire Shinzan (par ailleurs le père de Miho Shinzan) avait obtenu deux fois le titre suprême.       
Symboli Rudolf n'a toutefois pas terminé sa carrière. Durant l'hiver, il joue les éclaireurs à une époque où les Japonais ne sortent pas de chez eux, et il est envoyé en Californie, avec pour première mission de bien se comporter dans le San Luis Rey Stakes. Mais sur le dirt de Santa Anita, une surface nouvelle, le cheval se blesse et ne peut que terminer lointain sixième. Il ne s'en remettra pas et rentre au pays pour y devenir étalon, avant d'être admis au Hall of Fame des courses japonaises en 1987.      

### Résumé de carrière
| Date         | Hippodrome  | Pays        | Course                | Statut      | Distance    | Jockey      | Place       | Vainqueur ou deuxième |
| 1983, 2 ans  | 1983, 2 ans | 1983, 2 ans | 1983, 2 ans           | 1983, 2 ans | 1983, 2 ans | 1983, 2 ans | 1983, 2 ans | 1983, 2 ans           |
| ------------ | ----------- | ----------- | --------------------- | ----------- | ----------- | ----------- | ----------- | --------------------- |
| 23 juillet   | Niigata     | Japon       | Maiden                |             | 1 000 m     | Yukio Okabe | 1er / 10    | Broken Hill           |
| 29 octobre   | Tokyo       | Japon       | Gingko Special        |             | 1 600 m     | Yukio Okabe | 1er / 17    | Ebisu Joji            |
| 27 novembre  | Tokyo       | Japon       | Open Race             |             | 1 600 m     | Yukio Okabe | 1er / 5     | Haluda                |
| 1984, 3 ans  |             |             |                       |             |             |             |             |                       |
| 4 mars       | Nakayama    | Japon       | Yayoi Shō             | Gr. 2       | 2 000 m     | Yukio Okabe | 1er / 14    | Bizen Nishiki         |
| 15 avril     | Nakayama    | Japon       | Satsuki Shō           | Gr. 1       | 2 000 m     | Yukio Okabe | 1er / 18    | Bizen Nishiki         |
| 27 mai       | Tokyo       | Japon       | Tokyo Yushun          | Gr. 1       | 2 400 m     | Yukio Okabe | 1er / 21    | Suzu Mach             |
| 30 septembre | Nakayama    | Japon       | St. Lite Kinen        | Gr. 2       | 2 200 m     | Yukio Okabe | 1er / 10    | Onward Cameroun       |
| 11 novembre  | Kyoto       | Japon       | Kikuka Shō            | Gr. 1       | 3 000 m     | Yukio Okabe | 1er / 18    | Gold Way              |
| 25 novembre  | Tokyo       | Japon       | Japan Cup             | Gr. 1       | 2 400 m     | Yukio Okabe | 3e / 14     | Katsuragi Ace         |
| 23 décembre  | Nakayama    | Japon       | Arima Kinen           | Gr. 1       | 2 500 m     | Yukio Okabe | 1er / 11    | Katsuragi Ace         |
| 1985, 4 ans  |             |             |                       |             |             |             |             |                       |
| 31 mars      | Nakayama    | Japon       | Nikkei Shō            | Gr. 2       | 2 500 m     | Yukio Okabe | 1er / 8     | Kane Kuroshio         |
| 29 avril     | Kyoto       | Japon       | Tennō Shō (printemps) | Gr. 1       | 3 200 m     | Yukio Okabe | 1er / 15    | Sakura Geisen         |
| 27 octobre   | Tokyo       | Japon       | Tennō Shō (automne)   | Gr. 1       | 2 000 m     | Yukio Okabe | 2e / 17     | Gallop Dyna           |
| 24 novembre  | Tokyo       | Japon       | Japan Cup             | Gr. 1       | 2 400 m     | Yukio Okabe | 1er / 15    | Rocky Tiger           |
| 22 décembre  | Nakayama    | Japon       | Arima Kinen           | Gr. 1       | 2 500 m     | Yukio Okabe | 1er / 10    | Miho Shinzan          |
| 1986, 5 ans  |             |             |                       |             |             |             |             |                       |
| 29 mars      | Santa Anita | États-Unis  | San Luis Rey Stakes   | Gr. 1       | 2 400 m     | Yukio Okabe | 6e / 7      | Dahar                 |

## Au haras
Devenu étalon, Symboli Rudolf n'a pas vraiment marqué l'élevage japonais. Mais il a donné un immense champion, Tokai Teio, cheval de l'année en 1991 et lui aussi membre du Hall of Fame, lauréat du Satsuki Shō, du Tokyo Yushun, de la Japan Cup et de l'Arima Kinen.

## Origines
Symboli Rudolf est le chef-d’œuvre de Partholon, qui fut un très bon 2 ans en Irlande, vainqueur des National Produce Stakes et deuxième de la Timeform Gold Cup en 1962, moins en vue l'année suivante (il fut sixième de l'Irish Derby), et exporté au Japon sitôt sa carrière terminée. Stationné à Symboli Bokujo, il s'y est révélé un très bon reproducteur, trois fois tête de liste des étalons en 1971, 1976 et 1984. Il est également le père de Sakura Shori (Tokyo Yushun, Takarazuka Kinen, champion des 3 ans en 1978). Sweet Luna, la mère de Symboli Rudolf, n'a gagné qu'une course en quatre sorties. C'est une fille du hall of famer Speed Symboli et d'une jument importée au Japon en 1967, Dance Time, fille de la bonne Samaritaine (troisième des Nassau Stakes en 1952). 

### Pedigree
| Origines de Symboli Rudolf (JPN), mâle bai né en 1981 | Origines de Symboli Rudolf (JPN), mâle bai né en 1981 | Origines de Symboli Rudolf (JPN), mâle bai né en 1981 | Origines de Symboli Rudolf (JPN), mâle bai né en 1981 |
| ----------------------------------------------------- | ----------------------------------------------------- | ----------------------------------------------------- | ----------------------------------------------------- |
| Père Partholon                                        | Milesian                                              | My Babu                                               | Djebel                                                |
| Père Partholon                                        | Milesian                                              | My Babu                                               | Perfume                                               |
| Père Partholon                                        | Milesian                                              | Oatflake                                              | Coup de Lyon                                          |
| Père Partholon                                        | Milesian                                              | Oatflake                                              | Avena                                                 |
| Père Partholon                                        | Paleo                                                 | Pharis                                                | Pharos                                                |
| Père Partholon                                        | Paleo                                                 | Pharis                                                | Carissima                                             |
| Père Partholon                                        | Paleo                                                 | Colonice                                              | Abjer                                                 |
| Père Partholon                                        | Paleo                                                 | Colonice                                              | Coronis                                               |
| Mère Sweet Luna                                       | Speed Symboli                                         | Royal Challenger                                      | Royal Charger                                         |
| Mère Sweet Luna                                       | Speed Symboli                                         | Royal Challenger                                      | Skerweather                                           |
| Mère Sweet Luna                                       | Speed Symboli                                         | Sweet Inn                                             | Rising Light                                          |
| Mère Sweet Luna                                       | Speed Symboli                                         | Sweet Inn                                             | Feenagh                                               |
| Mère Sweet Luna                                       | Dance Time                                            | Palestine                                             | Fair Trial                                            |
| Mère Sweet Luna                                       | Dance Time                                            | Palestine                                             | Una                                                   |
| Mère Sweet Luna                                       | Dance Time                                            | Samaritaine                                           | Maravedis                                             |
| Mère Sweet Luna                                       | Dance Time                                            | Samaritaine                                           | Sarita (famille 11-c)                                 |